# Anthrax boninensis
Anthrax boninensis är en tvåvingeart som först beskrevs av Matsumura 1916.  Anthrax boninensis ingår i släktet Anthrax och familjen svävflugor. Inga underarter finns listade i Catalogue of Life.